# Denkmal des Monats (Sachsen-Anhalt)
Der Titel Denkmal des Monats wird seit 2014 monatlich an herausragende Kulturdenkmale in Sachsen-Anhalt verliehen. Die folgende Liste sammelt jene Denkmale, die bereits in der Reihe ausgezeichnet wurden. Eine ähnliche Aktion findet seit 2004 in Baden-Württemberg statt.
Die Denkmäler werden vom Landesamt für Denkmalpflege und Archäologie Sachsen-Anhalt ausgewählt. Es handelt sich zumeist um besondere Objekte und Orte. Das Landesamt bestimmt außerdem auch den Fund des Monats.

## Denkmal des Monats

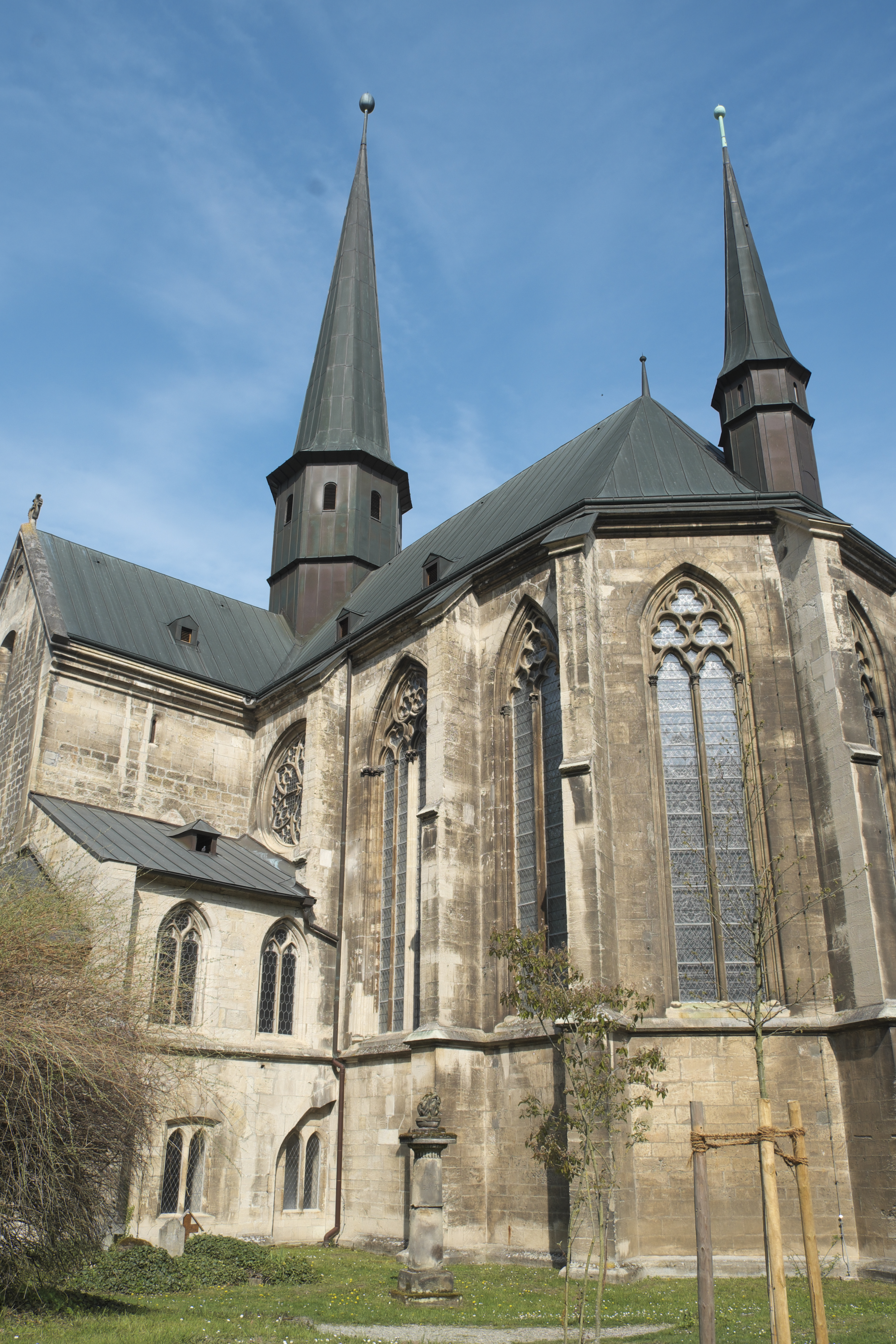
Klosterkirche Schulpforte Klosterkirche

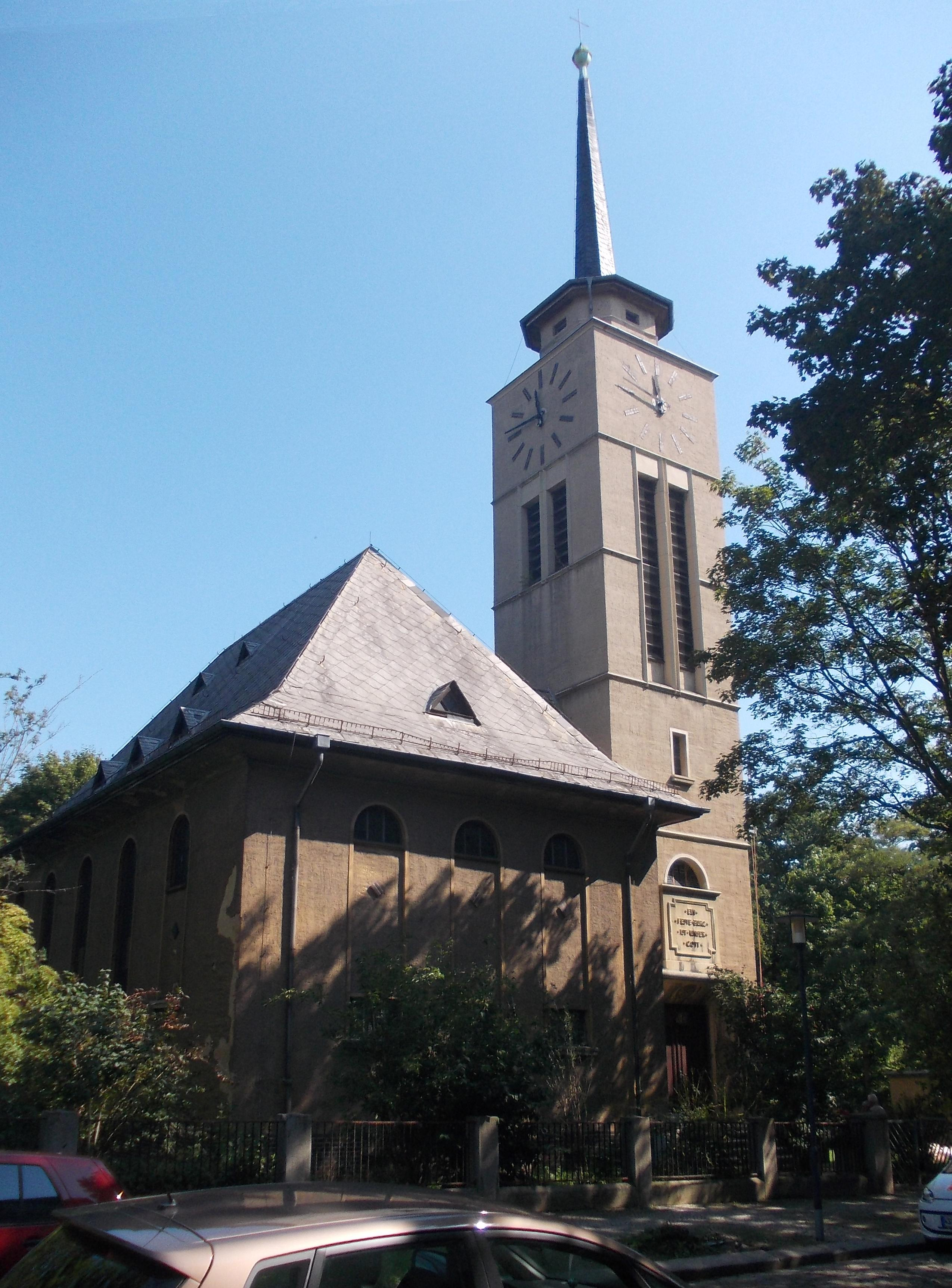
Lutherkirche Weißenfels

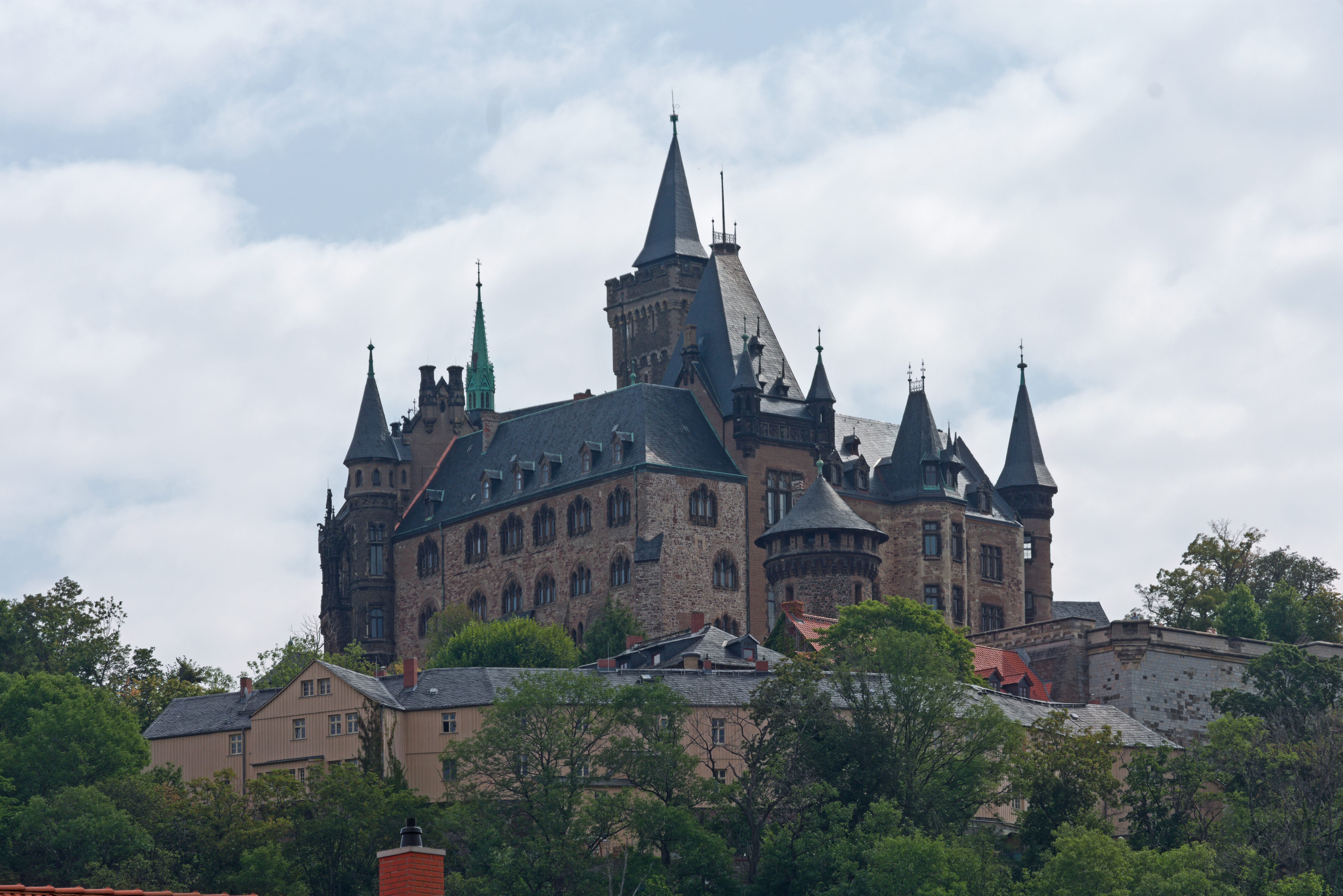
Schloss Wernigerode

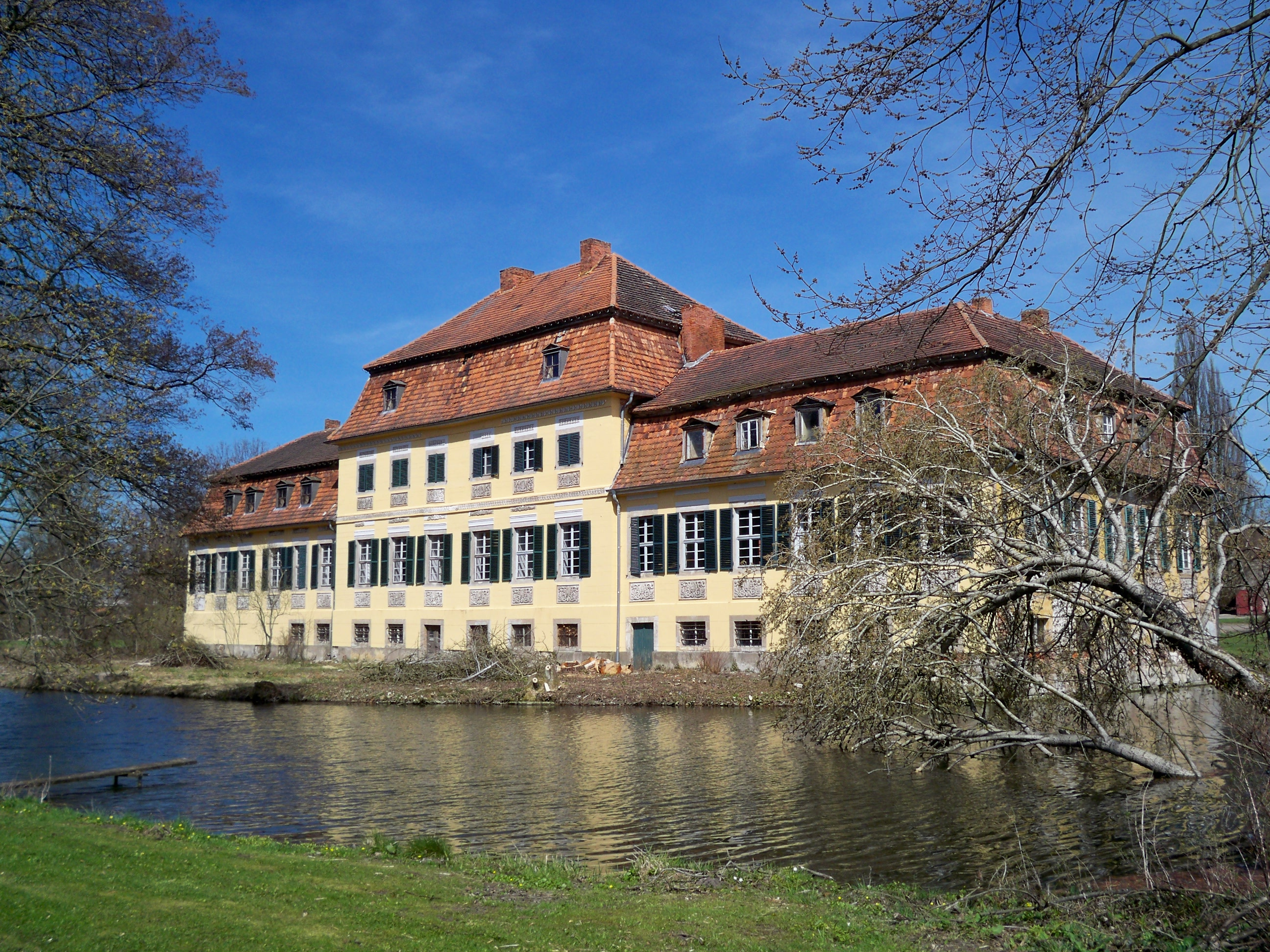
Schloss Seggerde

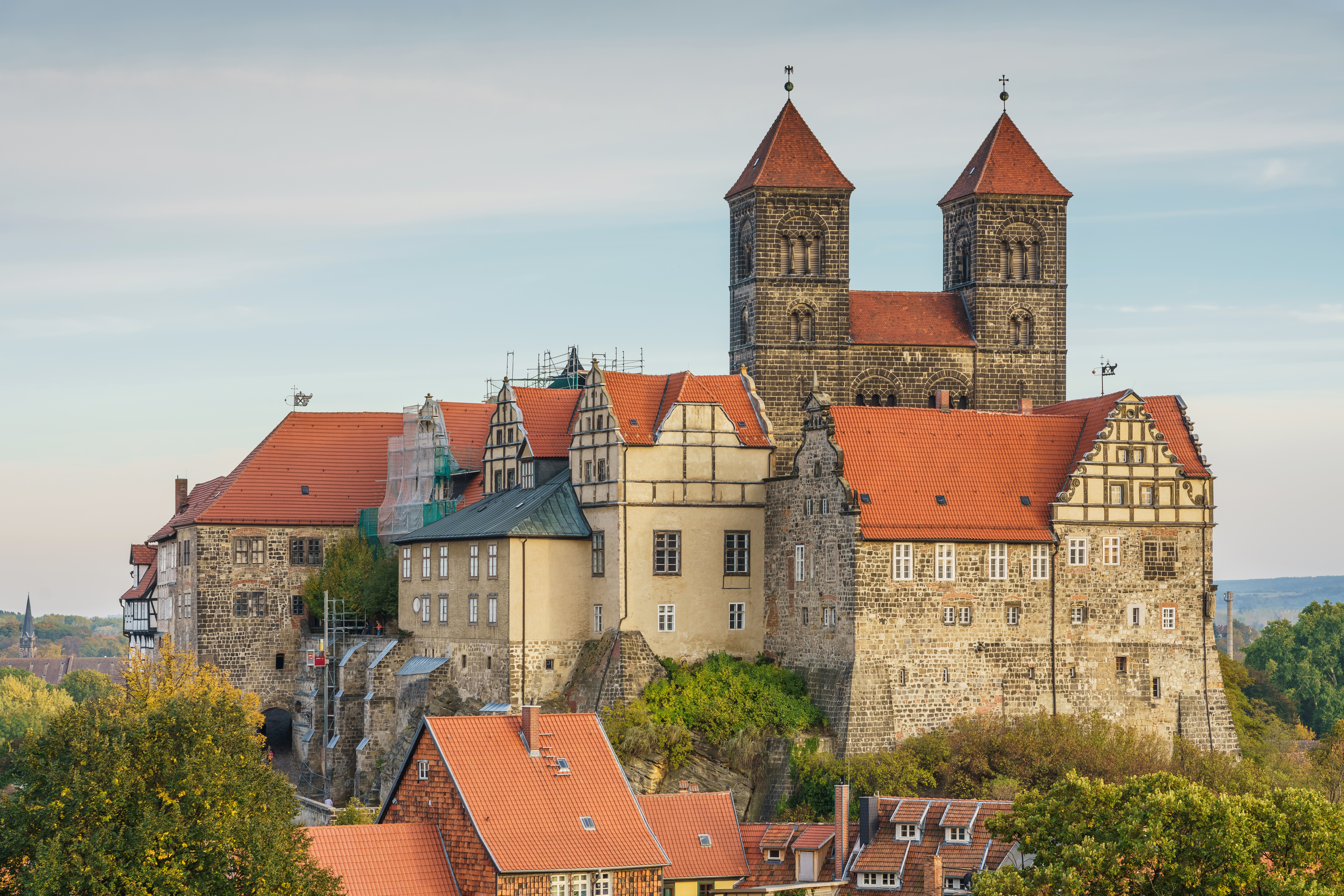
Stiftskirche Quedlinburg

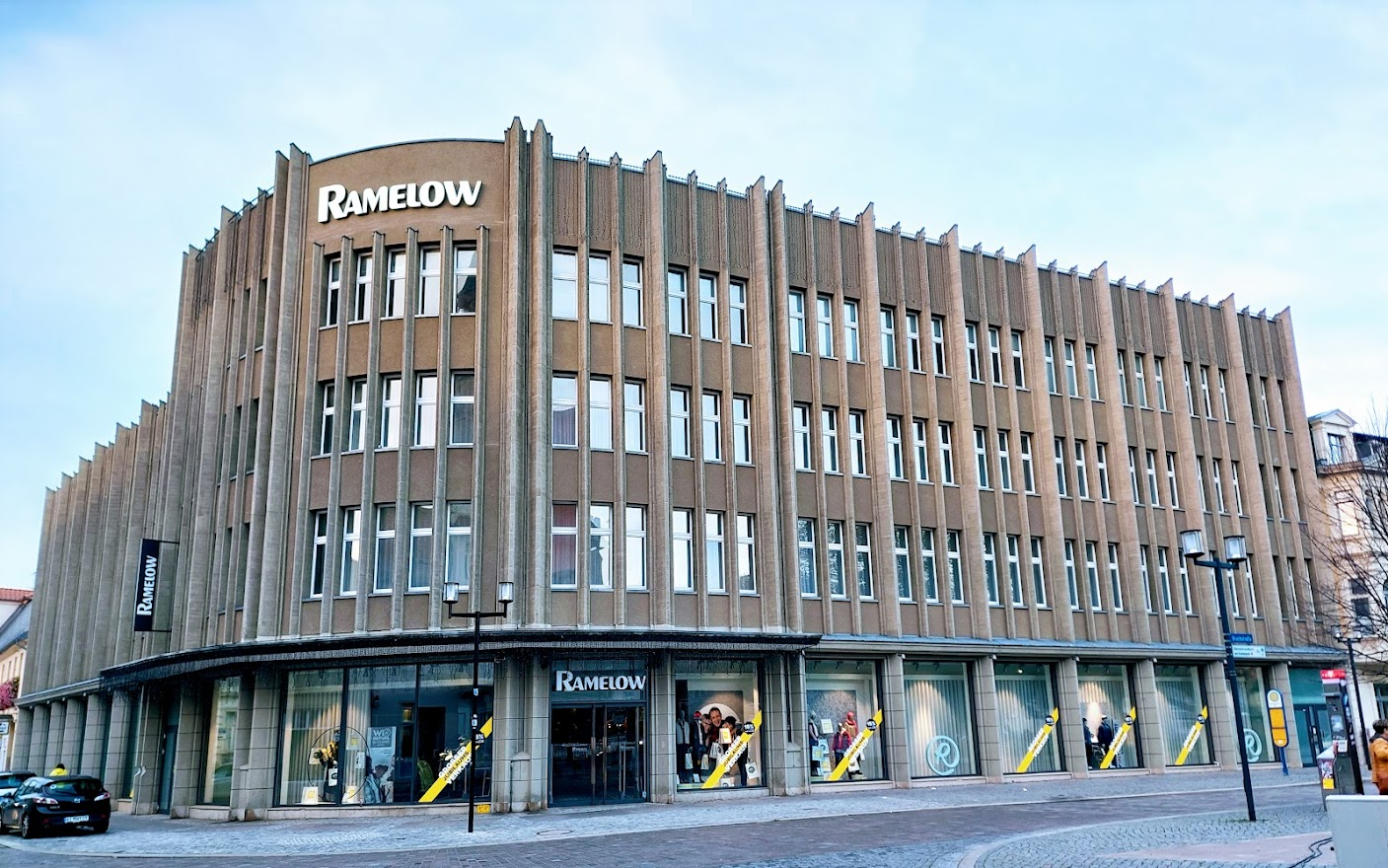
Kaufhaus Ramelow Stendal

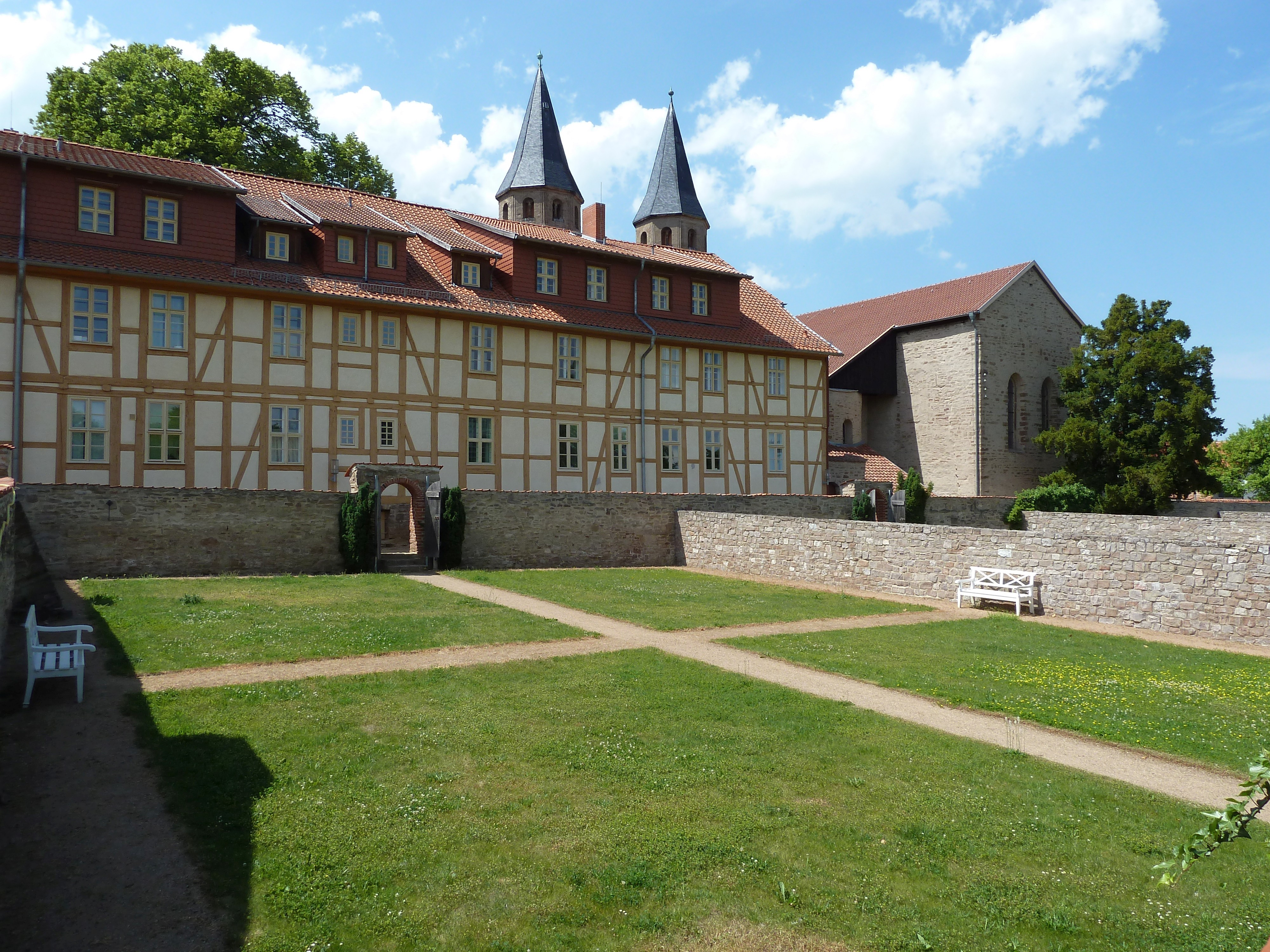
Kloster Drübeck

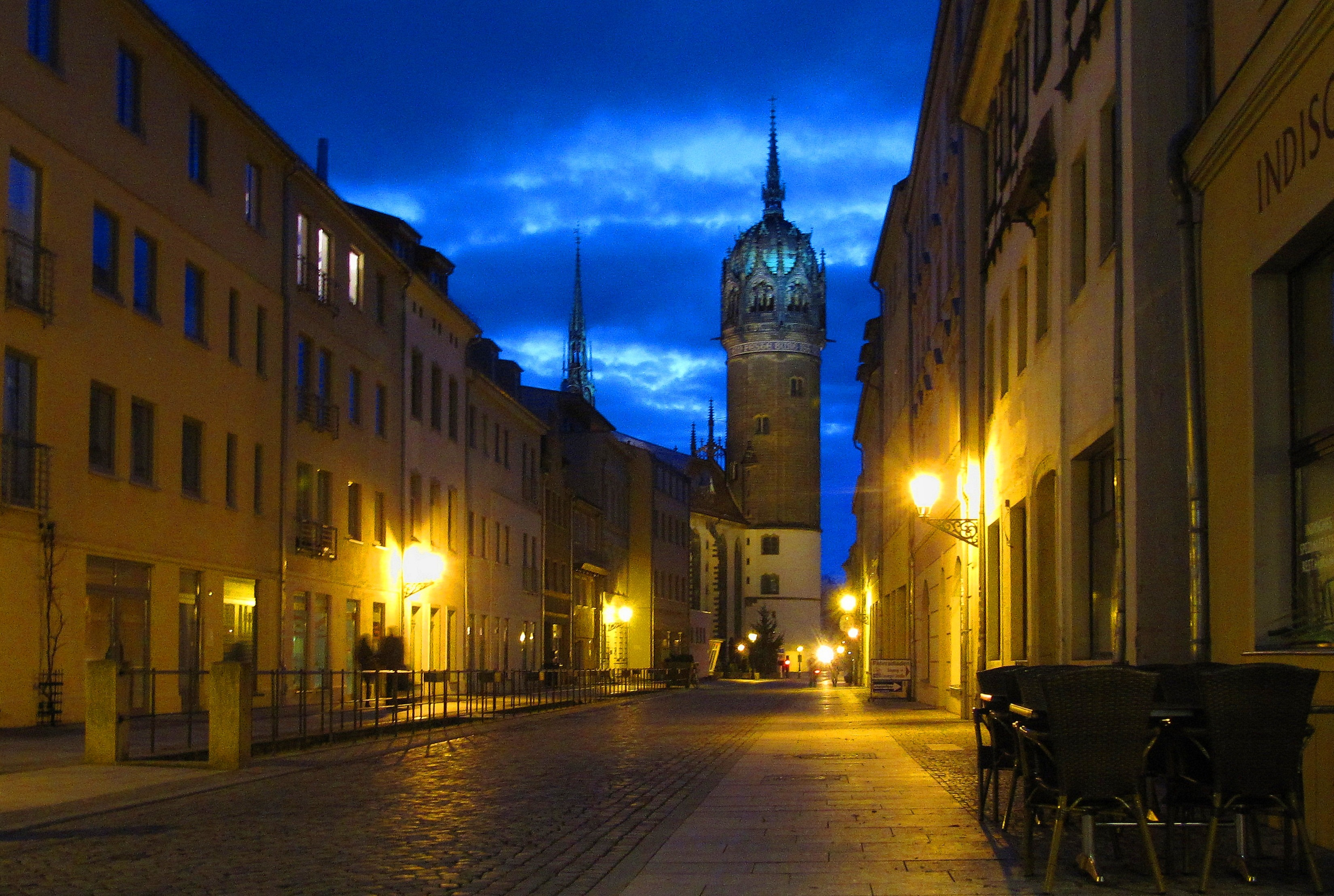
Schlosskirche Wittenberg

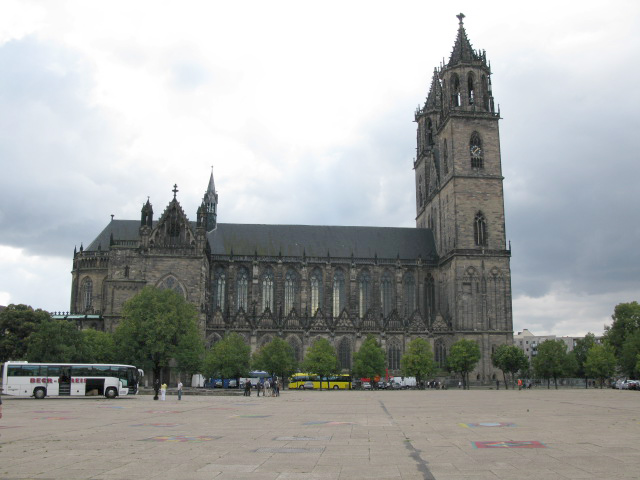
Magdeburger Dom

### 2014
- Januar: Fensterrose, Klosterkirche, Schulpforte
- Februar: Besticktes Leinentuch, St.-Sylvestri-Kirche, Wernigerode
- März: Leinwandtapete, Gasthaus Zum Eichenkranz, Wörlitz
- April: Mitra, Domschatz, Halberstadt
- Mai: Wandmalerei, Benediktinerkloster, Huysburg
- Juni: Fliesen, Sommersaal, Schloss Oranienbaum, Oranienbaum
- Juli: Schrank, Stadtkirche St. Antonius, Bitterfeld
- August: Grotte, Gutshaus, Beuchlitz
- September: „Roter Salon“, Leinwandtapete, Herrenhaus, Ermlitz
- Oktober: Stuckdecke im Simonettihaus, Zerbster Straße 40, Coswig (Anhalt)
- November: Marienaltar, Stadtkirche St. Petri, Hohenmölsen
- Dezember: Kanzelaltar, Dorfkirche, Schmirma

### 2015
- Januar: Kirche Christkönig, Leuna
- Februar: Ehemaliges Arbeitsamt, Dessau-Rosslau
- März: Haus Krojanker, Burg
- April: Diakonissen-Mutterhaus Neuvandsburg, Elbingerode
- Mai: Albinmüller-Turm, Magdeburg
- Juni: Ehemaliges Rathaus, Lutherstadt Wittenberg, Ortsteil Piesteritz
- Juli: Kornhaus, Dessau-Rosslau
- August: Wohnhaus, Hohenmölsen
- September: Capitol, Zeitz
- Oktober: Großgarage Süd, Halle (Saale)
- November: Comeniusschule, Stendal
- Dezember: Lutherkirche, Weißenfels

### 2016
- Januar: Schloss, Bad Schmiedeberg, Ortsteil Reinharz
- Februar: Ehemaliger Tagebau Golpa-Nord, Ferropolis, Gräfenhainichen
- März: Tangermünde
- April: Schloss Wernigerode, Wernigerode
- Mai: Konradsburg, Falkenstein/Harz, Ortsteil Ermsleben
- Juni: Elbansicht mit Stadtkirche St. Marien, Lutherstadt Wittenberg
- Juli: Wettin
- August: Haldenlandschaft, Gerbstedt, Ortsteil Augsdorf
- September: Klosteranlage Drübeck
- Oktober: Freyburg (Unstrut)
- November: Schloss Coswig, Coswig (Anhalt)
- Dezember: Halberstadt

### 2017
- Januar: Krellsche Schmiede, Breite Straße 95, Wernigerode
- Februar: Ehemalige Deutschordenskomturei, Bergen
- März: Umgebindehäuser, Elsteraue, Ortsteile Rehmsdorf und Krimmitzschen
- April: Schloss und Park Seggerde
- Mai: Museums- und Traditionsbrauerei, Sangerhausen, Ortsteil Wippra
- Juni: Gutshof, Seegebiet Mansfelder Land, Ortsteil Röblingen am See
- Juli: Holzschleuse am Friedrichskanal, Drömling
- August: Taubenpfeiler auf dem Pfarrhof, Schulstraße 10, Gatersleben
- September: Elbschifferkirche, Priesitz
- Oktober: Weinberg, Höhnstedt
- November: Schafstall, Bauernweg, Mildensee
- Dezember: Saalhäuser, Landesweingut Kloster Pforta, Saalberge 73, Bad Kösen

### 2018
- Januar: Türzieher in Löwenkopfform, Ehemalige Benediktinerinnenklosterkirche St. Peter und Paul, Hadmersleben
- Februar: Wandmalerei, Kirche des Ehemaligen Benediktinerinnenklosters, Arendsee
- März: Kruzifixus, Domschatz, Halberstadt
- April: Bienenkorbglocke, Kirche St. Marien, Drohndorf
- Mai: Tympanon des südlichen Schiffportals, Ehemalige Stiftskirche St. Pankratius, Hamersleben
- Juni: Stuckfußboden, Ehemalige Benediktinerklosterkirche St. Marien, Nienburg
- Juli: Taufstein, Kirche St. Briccius, Halle-Trotha
- August: Tugenden- und Philosophenteppich, Domschatz, Halberstadt
- September: Säulenbasis, Ehemalige Benediktinerklosterkirche St. Peter und Paul, Ilsenburg
- Oktober: Paramentenschrank, Ehemaliges Zisterzienserkloster, Schulpforte
- November: Stuckgrabplatten, Ehemalige Stiftskirche St. Servatius, Quedlinburg
- Dezember: Glasmalerei, Vorhalle, Dom St. Johannes der Täufer und Laurentius, Merseburg

### 2019
- Januar: Kaufhaus Ramelow, Breite Straße 20/21, Stendal
- Februar: Rathaus, Markt 1, Naumburg/Saale
- März: Wohnanlage Otto-Richter-Straße, Magdeburg
- April: Lutherkirche, Gustav-Adolf-Straße 1/3, Weißenfels
- Mai: Bankgebäude, Göpenstraße 35, Sangerhausen
- Juni: Wasserturm Süd, Lauchstädter Straße 14c/dm Halle (Saale)
- Juli: Ehemaliges Rathaus, An Der Stiege 6a, Lutherstadt Wittenberg, Ortsteil Piesteritz
- August: Atelierhaus, Bauhaus, Gropiusallee 38, Dessau
- September 2019: Katholische Pfarr- und Franziskaner-Klosterkirche Zur Heiligen Dreifaltigkeit, Kloster und Betsaal, Lauchstädter Straße 14b, Halle (Saale)
- Oktober: Hermann-Beims-Siedlung, Magdeburg, Ortsteil Stadtfeld West
- November: Kirche, Karl-Marx-Straße, Teutschenthal, Ortsteil Holleben
- Dezember: Rathaus II, Schlossstraße 11, Bernburg

### 2020
- Januar: Landschaftspark Degenershausen
- Februar: Schloss und Schlosspark Ostrau
- März: Kurpark Bad Schmiedeberg
- April: Luisium, Dessau-Waldersee
- Mai: Schlosspark Stolberg (Harz)
- Juni: Europa-Rosarium Sangerhausen
- Juli: Kloster Drübeck
- August: Brockengarten
- September: Schlossgarten Mosigkau
- Oktober: Schlosspark Krumke
- November: Domgarten Naumburg
- Dezember: Stadtpark Tangerhütte

### 2021
- Januar: Kirche St. Jakobi, Stendal
- Februar: Villa Augustenstraße 7, Köthen
- März: Kirche, Großkühnau
- April: Fachhochschule Anhalt, Bernburger Straße 52–57, Köthen
- Mai: Schlosskirche, Lutherstadt Wittenberg
- Juni: Winterkirche, Naundorf
- Juli: Dom, Naumburg/Saale
- August: Hotel Ratswaage, Ratswaageplatz 1, Magdeburg
- September: Rathaus, Markt 1, Quedlinburg
- Oktober: Klosterkirche, Schulpforte
- November: Institut, Hoher Weg 8, Halle (Saale)
- Dezember: Kirche St. Cyriakus, Ortsteil Mittelhausen, Allstedt

### 2022
- Januar: Schloss Wernigerode
- Februar: Burg Giebichenstein, Halle (Saale)
- März: Veltheimsburg, Hohe Börde, Ortsteil Bebertal
- April: Burg und Schloss Allstedt
- Mai: Burg Freckleben
- Juni: Burg Querfurt
- Juli: Konradsburg, Falkenstein/Harz
- August: Burgruine und Festung Regenstein, Blankenburg (Harz)
- September: Rudelsburg, Bad Kösen
- Oktober: Schloss Neuenburg, Freyburg (Unstrut)
- November: Burgruine Arnstein
- Dezember: Roseburg, Ballenstedt, Ortsteil Rieder (Ballenstedt)

### 2023
- Januar: Hofgestüt Bleesern, Lutherstadt Wittenberg, Ortsteil Seegrehna
- Februar: Erbrichterhaus, Oranienbaum-Wörlitz, Ortsteil Griesen
- März: Westportal, Dom, Halberstadt
- April: Magdalenenportal, Magdeburger Dom, Magdeburg
- Mai: Kirchenportal, Bad Bibra, Ortsteil Steinbach
- Juni: Walpurgishalle, Thale
- Juli: St. Laurentius, Obschütz
- August: Maxim-Gorki-Straße 7, Halle/Saale
- September: Großes Südportal, Stephanskirche, Tangermünde
- Oktober: Thesenportal, Schlosskirche, Lutherstadt Wittenberg
- November: Kleiner Ratsaal, Rathaus, Markt 1, Stendal
- Dezember: Landgericht Halle, Halle/Saale

### 2024
- Januar: Neptunbrunnen, Schloss Lichtenburg, Annaburg, Ortsteil Stadt Prettin